# Fânațe, Bistrița-Năsăud
Fânațe este un sat în comuna Urmeniș din județul Bistrița-Năsăud, Transilvania, România. La recensământul din 2002 avea o populație de 208 locuitori.